# Clown in the Mirror
Clown In The Mirror é o segundo álbum de estúdio da banda dinamarquesa Royal Hunt, lançado em 1993 e o último com o vocalista Henrik Brockmann, também é o primeiro álbum que conta com um guitarrista fixo já que Jacob Kjaer foi efetivado depois da gravação do debut.
| Críticas profissionais                                                      | Críticas profissionais |
| Avaliações da crítica                                                       | Avaliações da crítica  |
| Fonte                                                                       | Avaliação              |
| --------------------------------------------------------------------------- | ---------------------- |
| allmusic                                                                    | [ 1 ]                  |
| Esta tabela precisa de ser acompanhada por texto em prosa. Consulte o guia. |                        |

## Faixas
As faixas presentes no relançamento em 1999 e na versão japonesa são as mesmas versões do "The Maxi EP" menos a versão acústica de "Epilogue" que é exclusiva do mercado japonês.
- Todas as letras/músicas escritas por André Andersen.

1. "Intro/Wasted Time" – 5:41
2. "Ten to Life" – 3:41
3. "On the Run" – 3:16
4. "Clown in the Mirror" – 4:37
5. "Third Stage" (Instrumental) – 1:42
6. "Bodyguard" – 4:13
7. "Legion of the Damned" – 5:00
8. "Here Today, Gone Tomorrow" – 4:12
9. "Bad Blood" – 3:58
10. "Epilogue" – 6:01
11. "Epilogue" (Versão acústica) - Faixa bônus versão japonesa
12. "Bad Luck" - Faixa bônus versão japonesa
13. "Kingdom Dark" (Versão acústica) - Faixa bônus versão japonesa
14. "Bad Luck" - Faixa bônus no relançamento do álbum em 1999
15. "Kingdom Dark" (Versão acústica) -Faixa bônus no relançamento do álbum em 1999

## Formação
- André Andersen - teclados, guitarras
- Henrik Brockmann - vocais, backing vocais
- Jacob Kjaer - guitarras
- Steen Mogensen - baixo
- Kenneth Olsen - bateria
- Maria McTurk, Maria Nørfelt, Carsten Olsen - backing vocais

## Produção
- Gravado no Mirand Studio, Media Sound Productions, Copenhagen e House Of Music, Nova Jersey, USA
- Mixado no House Of Music, Nova Jersey, USA por Royal Hunt e Nelson Ayers
- Masterizado no Sterling Sound, NY por George Marino
- Direção de arte e ilustração by Peter Brander